# Fabienne Königstein
Fabienne Königstein (geb. Amrhein; * 25. November 1992 in Heidelberg) ist eine deutsche Leichtathletin, die sich auf Langstreckenläufe bis zum Marathon spezialisiert hat und auch Geländeläufe absolviert.

## Privates
Königstein absolvierte 2012 ihr Abitur am Ottheinrich-Gymnasium als Jahrgangsbeste in Wiesloch mit der Note sehr gut. Anschließend ging sie für ein einjähriges Sportstipendium in die USA. Den Bachelor schloss sie 2016 in der Regelstudienzeit mit der Note 1,1 ab. Anschließend studierte sie am Deutschen Krebsforschungszentrum der Universität Heidelberg im Masterstudiengang Molekularbiologie (Molecular Biosciences/Cancer Biology; Abschluss 2020, Note 1,2).
Seit 2019 ist sie verheiratet und brachte 2022 ihre Tochter zur Welt.

## Sportliche Karriere
Mit viereinhalb Jahren kam Königstein zur Leichtathletik, ging zunächst verschiedenen Disziplinen nach, und erst zehn Jahre später spezialisierte sie sich auf das Laufen. Sie startet seit 2006 für die MTG Mannheim. Davor war sie bei der TSG Wiesloch und von 2001 bis 2006 bei der SG Nußloch.
Anfang Mai 2017 hatte sie beim Gutenberg-Marathon in Mainz nicht nur den Streckenrekord im Halbmarathon um mehr als sechs Minuten verbessert als Königstein nach 1:13:11 Stunden mit viertschnellster deutscher Halbmarathonzeit des Jahres die Ziellinie überquerte, sondern war auch 17 Sekunden schneller als die Norm für die Sommer-Universiade 2017 in Taiwan, wo sie auf den sechsten Platz kam. Die bis dato sechsfache deutsche Hochschulmeisterin gab daraufhin im September beim Berlin-Marathon ihre Premiere auf der vollen Marathondistanz und lief bei widrigen Wetterbedingungen in einem Weltklassefeld in 2:34:14 Stunden auf den elften Platz. Damit schaffte Königstein auch die Qualifikation für die Europameisterschaften 2018 in Berlin.
Beim Düsseldorf-Marathon am 29. April 2018 wurde die damals 25-Jährige in 2:32:34 Stunden erstmals Deutsche Marathon-Meisterin. Sie wurde vom DLV für den Europacup im Rahmen der Europameisterschaften 2018 nominiert, wo sie als beste Deutsche in 2:33:44 Stunden auf den elften Platz lief. Ende November 2018 qualifizierte sich Königstein beim Crosslauf in Darmstadt als Dritte zum insgesamt sechsten Mal seit 2013 für die Crosslauf-Europameisterschaften in Tilburg, bei denen sie zwei Wochen später Platz 19 belegte und somit einen substanziellen Anteil an der Bronzemedaille der deutschen Mannschaft hatte. Am 31. Dezember 2018 gewann sie in der Frauenkategorie wie schon im Vorjahr den traditionellen Silvesterlauf von Werl nach Soest.
Nach ihrem fünften Platz beim Berlin Halbmarathon im April 2019 mit einer neuen persönlichen Bestleistung (1:11:39 Stunden) musste Königstein ihrem Start beim Düsseldorf-Marathon aufgrund eines Ermüdungsbruches im Fersenbein absagen. In der Folge konnte Königstein aufgrund einer Serie von Verletzungen keine internationalen Auftritte absolvieren, erreichte jedoch bei den Deutschen Straßenlaufmeisterschaften in Siegburg am 15. September 2019 über 10 km in 33:20 Minuten den 5. Platz.
Nach mehr als zehn Jahren in der Betreuung von Trainer Christian Stang, wechselte Königstein im Mai 2020 zu Wolfgang Heinig. Am 17. Oktober 2020 feierte sie ihr internationales Comeback bei den Halbmarathon-Weltmeisterschaften in Polen und gewann die Bronzemedaille mit dem deutschen Team. Aufgrund eines Sehnenabrisses im Bereich der hinteren Oberschenkelmuskulatur musste sich Königstein im August 2021 einer Operation und in der Folge einer sechsmonatigen Rehabilitation unterziehen.
Seit Anfang 2022 wird Königstein von ihrem Ehemann trainiert. Aufgrund einer Schwangerschaft war auch im Anschluss ein sportliches Comeback nicht möglich, welches sie dann 3,5 Monate nach der Geburt ihrer Tochter am 1. November 2022 im Rahmen des Hockenheimringlaufs gab. Dort belegte sie den dritten Platz über die 10 km mit einer Zeit von 35:04 Minuten.
Im Frühjahr 2023 gewann Königstein bei den Deutschen Halbmarathonmeisterschaften in Freiburg die Bronzemedaille und Silber mit der Mannschaft der MTG Mannheim. Anschließend gelang ihr im Rahmen des Paderborner Osterlaufs in einem Weltklassefeld über 10 km Platz 10 mit einer neuen persönlichen Bestleistung von 32:36 Minuten. Nur neun Monate nach der Geburt ihrer Tochter entschloss sich Königstein kurzfristig zur Teilnahme beim Haspa Marathon Hamburg am 23. April 2023. Dort erreichte sie 5 Jahre nach ihrem letzten Marathon einen 8. Gesamtrang im international hochklassigen Feld sowie eine Steigerung ihrer persönlichen Bestleistung um fast sieben Minuten auf 2:25:48 Stunden. Mit dieser Zeit platzierte sich Königstein auf Rang 6 der ewigen deutschen Bestenliste und unterbot erstmals die Olympianorm.

## Persönliche Bestleistungen
(Stand: 24. April 2023)
Halle
- 1500 Meter: 4:31,06 min, Karlsruhe, 30. Januar 2011
- 3000 Meter: 9:13,97 min, Leipzig, 19. Februar 2017

Freiluft
- 1500 Meter: 4:29,04 min, Karlsruhe, 23. Juni 2013
- 2000-Meter-Hindernislauf: 6:46,00 min, Pliezhausen, 14. Mai 2017
- 3000 Meter: 9:37,16 min, Pliezhausen, 17. Mai 2015
- 5000 Meter: 16:12,39 min, Karlsruhe, 19. Mai 2017
- 10.000 Meter: 33:46,14 min, Regensburg, 23. Juni 2018
- 10-km-Straßenlauf: 32:36 min, Paderborn, 8. April 2023
- Halbmarathon: 1:10:31 h, Larne, 27. August 2023
- Marathon: 2:25:48 h, Hamburg, 23. April 2023

## Erfolge (Auswahl)
national
- 2013. 3. Platz Deutsche U23-Meisterschaften (5000 m)
- 2015: Deutsche Crosslauf-Meisterschaften (3. Platz Einzelwertung, Mannschaft 5. Platz)
- 2015: Deutsche Hochschulmeisterin im (Crosslauf)[13]
- 2015: 6. Platz Deutsche Meisterschaften (5000 m)
- 2017: Deutsche Crosslauf-Vizemeisterin
- 2017: 7. Platz Deutsche Meisterschaften (5000 m)
- 2018: 3. Platz Deutsche Meisterschaften (Halbmarathon)
- 2018: Deutsche Marathonmeisterin
- 2023: 3. Platz Deutsche Meisterschaften (Halbmarathon)

international
- 2013: 5. Platz Crosslauf-Europameisterschaften (U23-Mannschaft), 41. Platz (Einzelwertung)
- 2014: 4. Platz Crosslauf-Europameisterschaften (U23-Mannschaft), 28. Platz (Einzelwertung)
- 2017: 6. Platz Sommer-Universiade (Halbmarathon)
- 2018: 3. Platz Crosslauf-Europameisterschaften (Mannschaft), 19. Platz (Einzelwertung)
- 2018: 11. Platz Europameisterschaften (Marathon)
- 2020: 3. Platz Halbmarathon-Weltmeisterschaften (Mannschaft), 87. Platz (Einzelwertung)[14]

- 2024: 2. Platz Europameisterschaften (Halbmarathon) (Mannschaft), 20. Platz (Einzelwertung)